# トゥファ
トゥファ（英語: Tufa）は炭酸塩堆積物（石灰岩の一種）で、天水（地表から浸透した水）起源の泉源水や鍾乳洞から湧出した水が沈殿し堆積したもの。これに対し、温泉水から生成したものをトラバーチンという。やや黄色味掛かった白色堆積物であり、脆く多孔質で通常の岩石と比べ軽い。
トゥファを堆積させる泉源水は石灰岩地帯に降った雨水であり、雨水は大気中の二酸化炭素を含み酸性であるため、石灰岩をわずかに溶解する。この水が土壌中を通過する過程で土壌中の二酸化炭素をさらに取り込むため、石灰岩をさらに溶解するため、水の中に大量の炭酸カルシウムを溶解するようになる。このように大量の炭酸カルシウムを溶解した水が洞内から湧き出て大気に触れると（大気二酸化炭素濃度との平衡により）二酸化炭素が失われるため、炭酸塩が沈殿する。このようにして生成されるのがトゥファである。
例えば、山口県の秋芳洞では、トゥファは主に洞口から鍾乳洞内部の約100mの範囲で堆積している。